# Кіпнак (Аляска)
Кіпнак (англ. Kipnuk) — переписна місцевість (CDP) в США, в окрузі Бетел штату Аляска. Населення — 704 особи (2020).

## Географія
Кіпнак розташований за координатами 59°56′24″ пн. ш. 164°4′3″ зх. д. / 59.94000° пн. ш. 164.06750° зх. д. (59.940130, -164.067409).  За даними Бюро перепису населення США в 2010 році переписна місцевість мала площу 52,60 км², з яких 51,77 км² — суходіл та 0,82 км² — водойми.

## Демографія
Згідно з переписом 2010 року, у переписній місцевості мешкало 639 осіб у 153 домогосподарствах у складі 121 родини. Густота населення становила 12 осіб/км².  Було 176 помешкань (3/км²).
Расовий склад населення:
| - 97,7 % — корінних американців - 2,0 % — білих |

До двох чи більше рас належало 0,3 %. Частка іспаномовних становила 0,0 % від усіх жителів.
За віковим діапазоном населення розподілялося таким чином: 42,6 % — особи молодші 18 років, 50,7 % — особи у віці 18—64 років, 6,7 % — особи у віці 65 років та старші. Медіана віку мешканця становила 21,9 року. На 100 осіб жіночої статі у переписній місцевості припадало 108,8 чоловіків;  на 100 жінок у віці від 18 років та старших — 114,6 чоловіків також старших 18 років.
Середній дохід на одне домашнє господарство  становив 43 064 долари США (медіана — 34 583), а середній дохід на одну сім'ю — 46 936 доларів (медіана — 40 938). Медіана доходів становила 28 750 доларів для чоловіків та 27 083 долари для жінок. За межею бідності перебувало 35,1 % осіб, у тому числі 42,2 % дітей у віці до 18 років та 12,5 % осіб у віці 65 років та старших.
Цивільне працевлаштоване населення становило 165 осіб. Основні галузі зайнятості: освіта, охорона здоров'я та соціальна допомога — 28,5 %, роздрібна торгівля — 26,7 %, публічна адміністрація — 17,0 %, будівництво — 7,9 %.